# OTPS Ostrołęka
Ostrołęckie Towarzystwo Piłki Siatkowej Nike – polski kobiecy klub siatkarski z Ostrołęki.